# Wes Morgan
Westley Nathan Morgan (Nottingham, Inglaterra, Reino Unido, 21 de enero de 1984) es un exfutbolista jamaicano que jugaba como defensa. Realizó toda su carrera en el fútbol inglés, siendo el Leicester City F. C. el club en el que se retiró.

## Trayectoria
Morgan jugó la mayor parte de su carrera en el Nottingham Forest, equipo donde debutó y se desempeñó como defensa central regular antes de irse al Leicester City en enero de 2012, equipo del cual fue capitán desde la temporada 2012-13. En la temporada 2015-16, junto a su equipo, logró ganar la Premier League por primera vez en la historia del club. 
El 14 de septiembre de 2016 debutó en la Liga de Campeones de la UEFA en la victoria de su equipo 3 a 0 frente al Club Brujas de Bélgica. En esa misma temporada, en la vuelta de los octavos de final de la edición, anotó su primer gol internacional de su carrera frente al Sevilla Fútbol Club. Es además el primer jugador jamaicano que marca un gol en toda la historia de la Champions League.[cita requerida]
El 15 de mayo de 2021 entró por Luke Thomas en la final de la FA Cup y ganó su segundo título con el Leicester, siendo esta la primera de su historia. El 21 de mayo de 2021 anunció su retiro del fútbol al finalizar la temporada 20-21, tras completar 9 años y más de 750 partidos profesionales con el Leicester City.

## Selección nacional

### Participaciones con la selección nacional
| Competición   | Categoría | Sede                    | Resultado  |
| ------------- | --------- | ----------------------- | ---------- |
| Copa Oro 2015 | Absoluta  | Estados Unidos · Canadá | Subcampeón |

## Clubes
Actualizado al último partido disputado el 15 de mayo de 2021.
| Club                   | Div.          | Temporada     | Liga  | Liga  | Liga   | Copas nacionales | Copas nacionales | Copas nacionales | Copas internacionales | Copas internacionales | Copas internacionales | Total | Total | Total  | Media goleadora |
| Club                   | Div.          | Temporada     | Part. | Goles | Asist. | Part.            | Goles            | Asist.           | Part.                 | Goles                 | Asist.                | Part. | Goles | Asist. | Media goleadora |
| ---------------------- | ------------- | ------------- | ----- | ----- | ------ | ---------------- | ---------------- | ---------------- | --------------------- | --------------------- | --------------------- | ----- | ----- | ------ | --------------- |
| Nottingham Forest      |               |               |       |       |        |                  |                  |                  |                       |                       |                       |       |       |        |                 |
| 2.ª                    | 2002-03       | 0             | 0     | 0     | 0      | 0                | 0                | 0                | 0                     | 0                     | 0                     | 0     | 0     |        |                 |
| 2.ª                    | 2003-04       | 32            | 2     | 0     | 4      | 0                | 0                | 0                | 0                     | 0                     | 36                    | 2     | 0     |        |                 |
| 2.ª                    | 2004-05       | 43            | 1     | 0     | 8      | 0                | 0                | 0                | 0                     | 0                     | 51                    | 1     | 0     |        |                 |
| 2.ª                    | 2005-06       | 43            | 2     | 0     | 4      | 0                | 0                | 0                | 0                     | 0                     | 47                    | 2     | 0     |        |                 |
| 2.ª                    | 2006-07       | 38            | 0     | 0     | 11     | 1                | 0                | 0                | 0                     | 0                     | 49                    | 1     | 0     |        |                 |
| 2.ª                    | 2007-08       | 42            | 1     | 0     | 4      | 0                | 0                | 0                | 0                     | 0                     | 46                    | 1     | 0     |        |                 |
| 2.ª                    | 2008-09       | 42            | 1     | 0     | 4      | 0                | 0                | 0                | 0                     | 0                     | 46                    | 1     | 0     |        |                 |
| 2.ª                    | 2009-10       | 44            | 3     | 0     | 7      | 0                | 0                | 0                | 0                     | 0                     | 51                    | 3     | 0     |        |                 |
| 2.ª                    | 2010-11       | 46            | 1     | 0     | 5      | 0                | 0                | 0                | 0                     | 0                     | 51                    | 1     | 0     |        |                 |
| 2.ª                    | 2011-12       | 22            | 1     | 0     | 3      | 1                | 0                | 0                | 0                     | 0                     | 25                    | 2     | 0     |        |                 |
| Total club             | Total club    | 352           | 12    | 0     | 50     | 2                | 0                | 0                | 0                     | 0                     | 402                   | 14    | 0     |        |                 |
| Kidderminster Harriers |               |               |       |       |        |                  |                  |                  |                       |                       |                       |       |       |        |                 |
| 3.ª                    | 2002-03       | 5             | 1     | 0     | 0      | 0                | 0                | 0                | 0                     | 0                     | 5                     | 1     | 0     |        |                 |
| Total club             | Total club    | 5             | 1     | 0     | 0      | 0                | 0                | 0                | 0                     | 0                     | 5                     | 1     | 0     |        |                 |
| Leicester City         |               |               |       |       |        |                  |                  |                  |                       |                       |                       |       |       |        |                 |
| 1.ª                    | 2011-12       | 17            | 0     | 0     | 2      | 0                | 0                | 0                | 0                     | 0                     | 19                    | 0     | 0     |        |                 |
| 1.ª                    | 2012-13       | 45            | 1     | 0     | 6      | 0                | 0                | 0                | 0                     | 0                     | 51                    | 1     | 0     |        |                 |
| 1.ª                    | 2013-14       | 45            | 2     | 0     | 3      | 1                | 0                | 0                | 0                     | 0                     | 48                    | 3     | 0     |        |                 |
| 1.ª                    | 2014-15       | 37            | 2     | 0     | 3      | 0                | 0                | 0                | 0                     | 0                     | 40                    | 2     | 0     |        |                 |
| 1.ª                    | 2015-16       | 38            | 2     | 0     | 0      | 0                | 0                | 0                | 0                     | 0                     | 38                    | 2     | 0     |        |                 |
| 1.ª                    | 2016-17       | 27            | 1     | 0     | 4      | 1                | 0                | 9                | 1                     | 0                     | 40                    | 3     | 0     |        |                 |
| 1.ª                    | 2017-18       | 32            | 0     | 3     | 0      | 0                | 0                | 0                | 0                     | 0                     | 35                    | 0     | 0     |        |                 |
| 1.ª                    | 2018-19       | 22            | 3     | 0     | 3      | 0                | 0                | 0                | 0                     | 0                     | 25                    | 3     | 0     |        |                 |
| 1.ª                    | 2019-20       | 11            | 0     | 0     | 6      | 0                | 0                | 0                | 0                     | 0                     | 17                    | 0     | 0     |        |                 |
| 1.ª                    | 2020-21       | 3             | 0     | 0     | 2      | 0                | 0                | 5                | 0                     | 0                     | 10                    | 0     | 0     |        |                 |
| Total club             | Total club    | 277           | 11    | 0     | 29     | 2                | 0                | 14               | 1                     | 0                     | 323                   | 14    | 0     |        |                 |
| Total carrera          | Total carrera | Total carrera | 634   | 25    | 0      | 79               | 4                | 0                | 14                    | 1                     | 0                     | 730   | 29    | 0      |                 |

## Palmarés

### Títulos nacionales
| Título                       | Club                 | País       | Año     |
| ---------------------------- | -------------------- | ---------- | ------- |
| Football League Championship | Leicester City F. C. | Inglaterra | 2013-14 |
| Premier League               | Leicester City F. C. | Inglaterra | 2015-16 |
| FA Cup                       | Leicester City F. C. | Inglaterra | 2020-21 |